# Hyperbole unité

Hyperbole unité (en rouge) et sa complémentaire (en bleu)

En géométrie, l'hyperbole unité est l'ensemble des points (x, y) du plan cartésien qui vérifient l'équation implicite x2 – y2 = 1. Dans l'étude des groupes orthogonaux indéfinis, l'hyperbole unité forme la base d'une longueur radiale alternative
{\displaystyle r={\sqrt {x^{2}-y^{2}}}.}
Alors que le cercle unité entoure son centre, l'hyperbole unité nécessite l'hyperbole conjuguée y2 – x2 = 1 pour le compléter dans le plan. Cette paire d'hyperboles partage les asymptotes y = x et y = −x. Lorsque le conjugué de l'hyperbole unité est utilisé, la longueur radiale alternative est {\displaystyle r={\sqrt {y^{2}-x^{2}}}.}
L'hyperbole unité est un cas spécial de l'hyperbole équilatère, après une rotation particulière, une translation et une homothétie particulière. Ainsi, son excentricité vaut √2.
L'hyperbole unité trouve des applications où le cercle doit être remplacé par l'hyperbole à des fins de géométrie analytique. Un exemple important est la représentation de l'espace-temps comme un espace pseudo-euclidien. Là, les asymptotes de l'hyperbole unitaire forment un cône de lumière. De plus, l'attention portée aux aires de secteurs hyperboliques par Grégoire de Saint-Vincent a conduit à la fonction logarithme et à la paramétrisation moderne de l'hyperbole par aires de secteurs hyperboliques. Lorsque les notions d'hyperboles conjuguées et d'angles hyperboliques sont comprises, alors les nombres complexes classiques, qui sont construits autour du cercle unitaire, peuvent être remplacés par des nombres construits autour de l'hyperbole unité.

## Asymptotes
On dit généralement que les droites asymptotes d'une courbe convergent vers la courbe. En géométrie algébrique et en théorie des courbes algébriques, il existe une approche différente des asymptotes. La courbe est d'abord interprétée dans le plan projectif en coordonnées homogènes. Alors les asymptotes sont des droites qui sont tangentes à la courbe projective en un point à l'infini, contournant ainsi tout besoin d'un concept de distance et de convergence. Dans un cadre commun (x , y, z) sont des coordonnées homogènes avec la droite à l'infini déterminée par l'équation z = 0. Par exemple, CG Gibson écrit : « Pour l'hyperbole équilatère standard {\displaystyle f=x^{2}-y^{2}-1} en ℝ2, la courbe projective correspondante est {\displaystyle F=x^{2}-y^{2}-z^{2},} qui rencontre z = 0 aux points P (1 ; 1 ; 0) et Q (1 ; − 1 ; 0). P et Q sont des pôles simples sur F, avec des tangentes x + y = 0, x − y = 0 ; on retrouve ainsi les « asymptotes » familières de la géométrie élémentaire. »

## Diagramme de Minkowski
Le diagramme de Minkowski est tracé dans un plan d'espace-temps où l'aspect spatial a été restreint à une seule dimension. Les unités de distance et de temps sur un tel plan sont
- unités de 30 centimètres de longueur et nanosecondes, ou
- unités astronomiques et intervalles de 8 minutes et 20 secondes, ou
- des années-lumière et des années.

Chacune de ces échelles de coordonnées se traduit par des connexions photoniques d'événements le long de lignes diagonales de pente ±1. Cinq éléments constituent le diagramme utilisé par Hermann Minkowski pour décrire les transformations de la relativité : l'hyperbole unité, son hyperbole conjuguée, les axes de l'hyperbole, un diamètre de l'hyperbole unitaire et le diamètre conjugué. Le plan avec les axes fait référence à un référentiel au repos. Le diamètre de l'hyperbole unitaire représente un référentiel en mouvement avec une rapidité a où tanh a = y/x et (x , y) est l'extrémité du diamètre sur l'hyperbole unité. Le diamètre conjugué représente l'hyperplan spatial de simultanéité correspondant à la rapidité a. Dans ce contexte, l'hyperbole unitaire est une hyperbole d'étalonnage, Généralement, dans l'étude de la relativité, l'hyperbole à axe vertical est considérée comme primaire :

« La flèche du temps va du bas vers le haut de la figure — une convention adoptée par Richard Feynman dans ses célèbres diagrammes. L'espace est représenté par des plans perpendiculaires à l'axe du temps. L'ici et maintenant est une singularité au milieu. »

La convention de l'axe vertical du temps découle de Minkowski en 1908 et est également illustrée à la page 48 de The Nature of the Physical World d'Eddington (1928).

## Paramétrisation
Une manière directe de paramétrer l'hyperbole unitaire commence par l'hyperbole xy = 1 paramétrée avec la fonction exponentielle : (et , e-t).
Cette hyperbole est transformée en hyperbole unitaire par une application linéaire ayant la matrice {\displaystyle A={\frac {1}{2}}{\begin{pmatrix}1&1\\1&-1\end{pmatrix}}\ :}
{\displaystyle (\mathrm {e} ^{t},\ \mathrm {e} ^{-t})\ A=\left({\frac {\mathrm {e} ^{t}+\mathrm {e} ^{-t}}{2}},\ {\frac {\mathrm {e} ^{t}-\mathrm {e} ^{-t}}{2}}\right)=(\cosh t,\ \sinh t).}
Ce paramètre t est l'angle hyperbolique, qui est l'argument des fonctions hyperboliques.
On trouve une première expression de l'hyperbole unitaire paramétrée dans Elements of Dynamic (1878) de William Clifford. Il décrit le mouvement quasi-harmonique dans une hyperbole comme suit :

« Le mouvement {\displaystyle \rho =\alpha \cosh(nt+\epsilon )+\beta \sinh(nt+\epsilon )} présente de curieuses analogies avec le mouvement harmonique elliptique... L'accélération {\displaystyle {\ddot {\rho }}=n^{2}\rho \ ;} ainsi il est toujours proportionnel à la distance du centre, comme dans le mouvement harmonique elliptique, mais dirigé à l'opposé du centre. »

— William Kingdon Clifford
En tant que conique particulière, l'hyperbole peut être paramétrée par le processus d'addition de points sur une conique. La description suivante a été donnée par des analystes russes :
On fixe un point E sur la conique. On considère les points auxquels la ligne droite tracée par E parallèlement à AB coupe la conique une seconde fois comme étant la somme des points A et B.
Pour l'hyperbole {\displaystyle x^{2}-y^{2}=1} avec le point fixe E = (1 ; 0) la somme des points {\displaystyle (x_{1},\ y_{1})} et {\displaystyle (x_{2},\ y_{2})} est le but {\displaystyle (x_{1}x_{2}+y_{1}y_{2},\ y_{1}x_{2}+y_{2}x_{1})} sous la paramétrisation {\displaystyle x=\cosh t} et {\displaystyle y=\sinh t} cette addition correspond à l'addition du paramètre t.

## Algèbre plane complexe
Alors que le cercle unité est associé aux nombres complexes, l'hyperbole unité est la clé du plan des nombres complexes déployés composé de z = x + j y, où j2 = +1. Alors j z = y + xj, donc l'action de j sur le plan est d'échanger les coordonnées. En particulier, cette action permute l'hyperbole unitaire avec son conjugué et permute les paires de diamètres conjugués des hyperboles.
En termes de paramètre d'angle hyperbolique a, l'hyperbole unitaire est constituée de points
{\displaystyle \pm (\cosh a+j\sinh a),\ \mathrm {avec} \ j=(0;1).}
La branche droite de l'hyperbole unitaire correspond au coefficient positif. En fait, cette branche est l'image de l'application exponentielle agissant sur l'axe j. Ainsi cette branche est la courbe f(a) = exp(ja). La pente de la courbe en a est donnée par la dérivée
{\displaystyle f^{\prime }(a)=\sinh a+j\cosh a=jf(a).} Pour tout a, {\displaystyle f^{\prime }(a)} est orthogonal hyperbolique à f(a). Cette relation est analogue à la perpendicularité de exp(ai) et i exp(ai) quand i2 = –1.
Comme on a {\displaystyle \exp(ja)\exp(jb)=\exp(j(a+b))}, la branche est un groupe pour la multiplication.
Contrairement au groupe circulaire, ce groupe d'hyperboles unité n'est pas compact. Semblable au plan complexe ordinaire, un point non situé sur les diagonales a une décomposition polaire utilisant la paramétrisation de l'hyperbole unité et la longueur radiale alternative.